# 2015년 세계 태권도 선수권 대회
2015년 세계 태권도 선수권 대회는 22번째로 개최되는 세계 태권도 선수권 대회이다. 러시아 첼랴빈스크에 위치한 트락토르 아레나  (Ледовая арена «Трактор») 에서 2015년 5월 12일부터 5월 18일까지 경기를 진행했다.

## 메달 리스트

### 남자
| 체급             | 금                        | 은                          | 동                          |
| 핀급 (−54kg)     | 김태훈 (KOR)              | 스타니슬라프 데니소프 (RUS) | 베니우통 토히스 (BRA)       |
| 핀급 (−54kg)     | 김태훈 (KOR)              | 스타니슬라프 데니소프 (RUS) | Ramnarong Sawekwiharee(THA) |
| 플라이급 (−58kg) | 파르잔 아슈르자데 (IRI)   | 시 모하메드 케티 (BEL)      | 루슬란 포이세예프 (RUS)     |
| 플라이급 (−58kg) | 파르잔 아슈르자데 (IRI)   | 시 모하메드 케티 (BEL)      | 자오솨이 (CHN)              |
| 밴텀급 (−63kg)   | 자우아드 아샤브 (BEL)     | 호엘 곤살레스 (ESP)         | 아볼파즐 야구비 (IRI)       |
| 밴텀급 (−63kg)   | 자우아드 아샤브 (BEL)     | 호엘 곤살레스 (ESP)         | 사울 구티에레스 (MEX)       |
| 페더급 (−68kg)   | 세르베트 타제귈 (TUR)     | 알렉세이 데니셴코 (RUS)     | 호세 안토니오 로시요 (ESP)  |
| 페더급 (−68kg)   | 세르베트 타제귈 (TUR)     | 알렉세이 데니셴코 (RUS)     | 신동윤 (KOR)                |
| 라이트급 (−74kg) | 마수드 하지지자바레 (IRI) | 니키타 라팔로비치 (UZB)     | 알베르트 가운 (RUS)         |
| 라이트급 (−74kg) | 마수드 하지지자바레 (IRI) | 니키타 라팔로비치 (UZB)     | Ismaël Coulibaly (MLI)      |
| 웰터급 (−80kg)   | Mehdi Khodabakhshi (IRI)  | 데이먼 샌섬 (GBR)           | 에런 쿡 (MDA)               |
| 웰터급 (−80kg)   | Mehdi Khodabakhshi (IRI)  | 데이먼 샌섬 (GBR)           | Tahir Güleç (GER)           |
| 미들급 (−87kg)   | 라디크 이사예프 (AZE)     | Jasur Baykuziyev (UZB)      | 블라디슬라프 라린 (RUS)     |
| 미들급 (−87kg)   | 라디크 이사예프 (AZE)     | Jasur Baykuziyev (UZB)      | 라파엘 카스티요 (CUB)       |
| 헤비급 (+87kg)   | Dmitriy Shokin (UZB)      | Firmin Zokou (CIV)          | 앙토니 오바메 (GAB)         |
| 헤비급 (+87kg)   | Dmitriy Shokin (UZB)      | Firmin Zokou (CIV)          | 로벨리스 데스파이네 (CUB)   |

### 여자
| 체급             | 금                      | 은                      | 동                              |
| 핀급 (−46kg)     | 파니팍 옹파타나낏 (THI) | 이리나 로몰다노바 (UKR) | 린완팅 (TPE)                    |
| 핀급 (−46kg)     | 파니팍 옹파타나낏 (THI) | 이리나 로몰다노바 (UKR) | 아이리스 탕 싱 (BRA)            |
| 플라이급 (−49kg) | 하민아 (KOR)            | 우징위 (CHN)            | 스베틀라나 이구멘도바 (RUS)     |
| 플라이급 (−49kg) | 하민아 (KOR)            | 우징위 (CHN)            | 티야나 보그다노비치 (SRB)       |
| 밴텀급 (−53kg)   | 임금별 (KOR)            | 황윈원 (TPE)            | 아나 자비노비치 (CRO)           |
| 밴텀급 (−53kg)   | 임금별 (KOR)            | 황윈원 (TPE)            | 안드리아나 아스프로예라카 (GRE) |
| 페더급 (−57kg)   | 하마다 마유 (JPN)       | 에바 칼보 (ESP)         | 키미아 알리자데 (IRI)           |
| 페더급 (−57kg)   | 하마다 마유 (JPN)       | 에바 칼보 (ESP)         | 에디너 코치시 (HUN)             |
| 라이트급 (−62kg) | 이렘 야만 (TUR)         | 에바 칼보 (ESP)         | 빅토리야 벨라노우스카야 (BLR)   |
| 라이트급 (−62kg) | 이렘 야만 (TUR)         | 에바 칼보 (ESP)         | 러셸 부스 (GBR)                 |
| 웰터급 (−67kg)   | 좡자자 (TPE)            | 누르 타타르 (TUR)       | 페이지 맥퍼슨 (USA)             |
| 웰터급 (−67kg)   | 좡자자 (TPE)            | 누르 타타르 (TUR)       | 캐서린 두마르 (COL)             |
| 미들급 (−73kg)   | 오혜리 (KOR)            | 정수인 (CHN)            | 재키 갤러웨이 (USA)             |
| 미들급 (−73kg)   | 오혜리 (KOR)            | 정수인 (CHN)            | 이바 라도시 (CRO)               |
| 헤비급 (+73kg)   | 비앙카 워크든 (GBR)     | 글라디스 에팡그 (FRA)   | 나피아 쿠시 (TUR)               |
| 헤비급 (+73kg)   | 비앙카 워크든 (GBR)     | 글라디스 에팡그 (FRA)   | 올가 이바노바 (RUS)             |

## 메달 집계
| 순위  | 국가          | 금메달 | 은메달 | 동메달 | 합계 |
| ----- | ------------- | ------ | ------ | ------ | ---- |
| 1     | 대한민국      | 4      | 0      | 1      | 5    |
| 2     | 이란          | 3      | 0      | 2      | 5    |
| 3     | 튀르키예      | 2      | 1      | 1      | 4    |
| 4     | 우즈베키스탄  | 1      | 2      | 0      | 3    |
| 5     | 중화 타이베이 | 1      | 1      | 1      | 3    |
| 5     | 영국          | 1      | 1      | 1      | 3    |
| 7     | 벨기에        | 1      | 1      | 0      | 2    |
| 8     | 태국          | 1      | 0      | 1      | 2    |
| 9     | 아제르바이잔  | 1      | 0      | 0      | 1    |
| 9     | 일본          | 1      | 0      | 0      | 1    |
| 11    | 스페인        | 0      | 3      | 1      | 4    |
| 12    | 러시아        | 0      | 2      | 5      | 7    |
| 13    | 중국          | 0      | 2      | 1      | 3    |
| 14    | 프랑스        | 0      | 1      | 0      | 1    |
| 14    | 코트디부아르  | 0      | 1      | 0      | 1    |
| 14    | 우크라이나    | 0      | 1      | 0      | 1    |
| 17    | 브라질        | 0      | 0      | 2      | 2    |
| 17    | 크로아티아    | 0      | 0      | 2      | 2    |
| 17    | 쿠바          | 0      | 0      | 2      | 2    |
| 17    | 미국          | 0      | 0      | 2      | 2    |
| 21    | 벨라루스      | 0      | 0      | 1      | 1    |
| 21    | 콜롬비아      | 0      | 0      | 1      | 1    |
| 21    | 가봉          | 0      | 0      | 1      | 1    |
| 21    | 독일          | 0      | 0      | 1      | 1    |
| 21    | 그리스        | 0      | 0      | 1      | 1    |
| 21    | 헝가리        | 0      | 0      | 1      | 1    |
| 21    | 말리          | 0      | 0      | 1      | 1    |
| 21    | 멕시코        | 0      | 0      | 1      | 1    |
| 21    | 몰도바        | 0      | 0      | 1      | 1    |
| 21    | 세르비아      | 0      | 0      | 1      | 1    |
| Total | Total         | 16     | 16     | 32     | 64   |

## 팀 순위
| 순위 | 나라         | 점수 |
| ---- | ------------ | ---- |
| 1    | 이란         | 65   |
| 2    | 러시아       | 50   |
| 3    | 우즈베키스탄 | 43   |
| 4    | 대한민국     | 42   |
| 5    | 스페인       | 34   |
| 6    | 벨기에       | 33   |
| 7    | 튀르키예     | 33   |
| 8    | 아제르바이잔 | 30   |
| 9    | 멕시코       | 29   |
| 10   | 미국         | 26   |

| 순위 | 나라          | 점수 |
| ---- | ------------- | ---- |
| 1    | 대한민국      | 56   |
| 2    | 중화 타이베이 | 41   |
| 3    | 튀르키예      | 40   |
| 4    | 중국          | 38   |
| 5    | 영국          | 31   |
| 6    | 러시아        | 31   |
| 7    | 스페인        | 28   |
| 8    | 프랑스        | 26   |
| 9    | 미국          | 26   |
| 10   | 크로아티아    | 25   |

## 출전 국가
137국가에서 872명의 선수가 참가하였다.
| - 아프가니스탄 (10) - 알바니아 (3) - 알제리 (5) - 앙골라 (2) - 아르헨티나 (5) - 아르메니아 (5) - 아루바 (1) - 오스트레일리아 (15) - 오스트리아 (2) - 아제르바이잔 (12) - 방글라데시 (2) - 벨라루스 (11) - 벨기에 (6)* - 베냉 (2) - 보츠와나 (5) - 브라질 (16) - 불가리아 (6) - 캄보디아 (1) - 캐나다 (16) - 카보베르데 (3) - 중앙아프리카 공화국 (3) - 차드 (4) - 칠레 (11) - 중국 (16) - 중화 타이베이 (16) - 콜롬비아 (15) - 콩고 민주 공화국 (4) - 코스타리카 (2) - 크로아티아 (12) - 쿠바 (5) - 키프로스 (13) - 체코 (3) - 덴마크 (2) - 도미니카 공화국 (10) - 에콰도르 (5) - 이집트 (16) - 에티오피아 (2) - 핀란드 (6) - 프랑스 (16) - 프랑스령 폴리네시아 (4) - 가봉 (7) - 조지아 (1) - 독일 (13) - 가나 (5) - 영국 (14) - 그리스 (15) - 과들루프 (1) | - 과테말라 (4) - 가이아나 (2) - 아이티 (1) - 온두라스 (4) - 홍콩 (2) - 헝가리 (6) - 아이슬란드 (3) - 인도 (3) - 이란 (13) - 이라크 (3) - 아일랜드 (5) - 이스라엘 (7) - 이탈리아 (10) - 코트디부아르 (14) - 자메이카 (4) - 일본 (6) - 요르단 (13) - 카자흐스탄 (16) - 케냐 (5) - 코소보 (2) - 키르기스스탄 (4) - 라오스 (1) - 라트비아 (2) - 레소토 (3) - 라이베리아 (2) - 리비아 (4) - 리투아니아 (3) - 마카오 (7) - 북마케도니아 (1) - 마다가스카르 (5) - 말레이시아 (6) - 말리 (8) - 몰타 (2) - 멕시코 (16) - 몰도바 (5) - 모나코 (1) - 몽골 (5) - 몬테네그로 (2) - 모로코 (9) - 모잠비크 (2) - 네덜란드 (7) - 뉴질랜드 (2) - 니제르 (2) - 나이지리아 (5) - 노르웨이 (4) - 오만 (3) - 파키스탄 (3) | - 팔레스타인 (2) - 파나마 (2) - 페루 (5) - 필리핀 (12) - 폴란드 (11) - 포르투갈 (6) - 푸에르토리코 (7) - 카타르 (4) - 루마니아 (2) - 러시아 (16) - 르완다 (6) - 산마리노 (2) - 사우디아라비아 (3) - 세네갈 (5) - 세르비아 (13) - 세이셸 (1) - 싱가포르 (2) - 슬로바키아 (2) - 슬로베니아 (6) - 소말리아 (1) - 남아프리카 공화국 (3) - 대한민국 (16) - 스페인 (16) - 수단 (11) - 에스와티니 (6) - 스웨덴 (8) - 스위스 (2) - 타지키스탄 (6) - 태국 (8) - 동티모르 (3) - 통가 (2) - 트리니다드 토바고 (3) - 튀니지 (6) - 튀르키예 (16) - 투르크메니스탄 (5) - 우크라이나 (16) - 아랍에미리트 (2) - 미국 (16) - 우루과이 (2) - 우즈베키스탄 (7) - 베네수엘라 (9) - 베트남 (9) - 미국령 버진아일랜드 (2) - 예멘 (2) - 짐바브웨 (2) |